# Liste der Monuments historiques in Civray (Cher)
Die Liste der Monuments historiques in Civray (Cher) führt die Monuments historiques in der französischen Gemeinde Civray auf.

## Liste der Bauwerke
| Bezeichnung        | Beschreibung              | Standort       | Kennzeichnung | Schutzstatus | Datum | Bild           |
| ------------------ | ------------------------- | -------------- | ------------- | ------------ | ----- | -------------- |
| Kapelle Notre-Dame | Erbaut im 12. Jahrhundert | Sérigny (Lage) | PA18000050    | Inscrit      | 2009  | weitere Bilder |